# SIPP

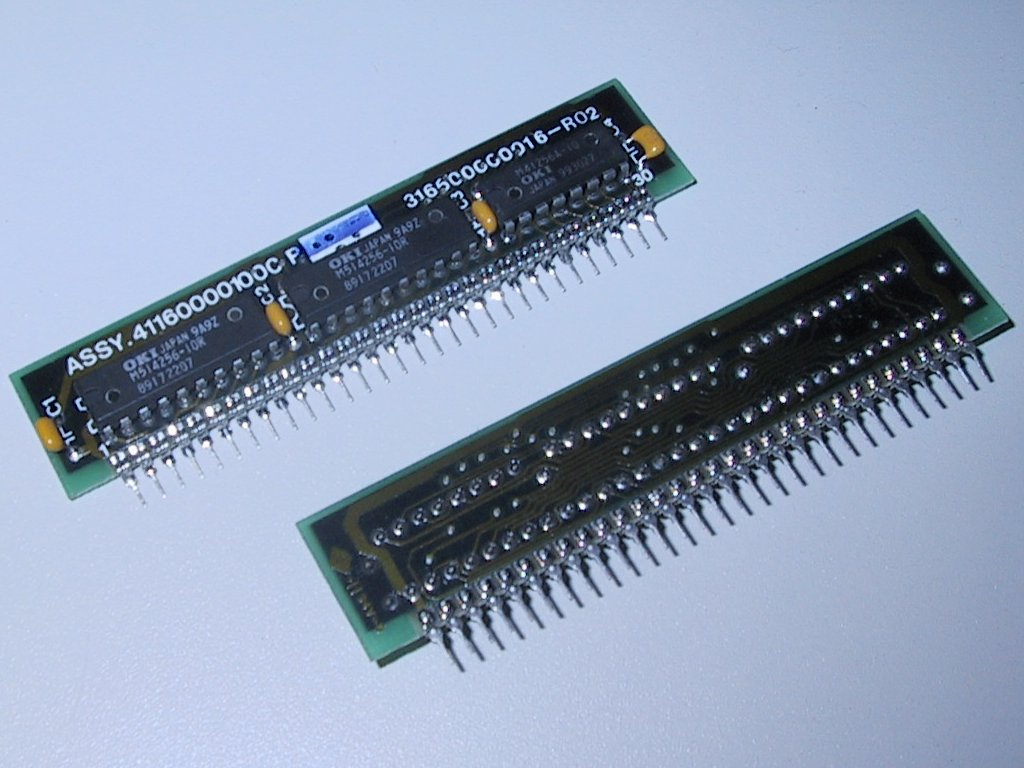
Två SIPP-moduler

SIPP, Single In-line Pin Package är en typ av RAM-minne liknande SIMM.
Precis som SIMM förpackade SIPP-minnet ett stort antal DRAM-minnen på ett avlångt kretskort, precis lika stort som en 30-pins-SIMM. Till skillnad från SIMM:en behövdes ingen dyr specialsockel till SIPP, som helt enkelt hade små korta ben som stack ut från kretskortet. Monteringen skedde alltså precis som vilken DIP-kapsel som helst, vilket också ledde till att SIPP drogs med samma problem som DIP – benen blev lätt böjda och modulen var svår att montera och ta ur. Eftersom SIPP hade samma dimensioner som en SIMM kunde man i de flesta fall löda bort benen och använda minnet i en SIMM-sockel, och även SIMM-socklar gick ofta att montera i en SIPP-sockel.
SIPP-minnets storhetstid inföll under sent åttiotal, och de användes främst i 80286- och 80386SX-baserade system. I början av 1990-talet var minnestypen så gott som helt ersatt av de mer lätthanterliga SIMM-minnena.